# Барбарис бородавчатый
Барбари́с борода́вчатый, или Барбарис клубенькови́дный, или Барбарис мелкоборода́вчатый (лат. Berberis verruculosa) — вид двудольных растений рода Барбарис (Berberis) семейства Барбарисовые (Berberidaceae). Впервые описан ботаниками Уильямом Хемсли и Эрнестом Генри Уилсоном в 1906 году.

## Распространение и среда обитания
Эндемик Китая, известный из провинций Ганьсу, Сычуань, а также, предположительно, Шэньси и Юньнань.

## Ботаническое описание
Вечнозелёный кустарник высотой до 1 м. Ветви коричневато-жёлтые, округлые.
Побеги жёлто-зелёные, густо опушённые. Шипы бледно-жёлтые.
Верхняя часть листа серовато-зелёная, нижняя — тёмно-зелёная, блестящая. Форма листа обратнояйцевидно-эллиптическая или эллиптическая.
Цветки одиночные с эллиптическими или обратнояйцевидными лепестками.
Плод — продолговато-яйцевидная ягода.
Цветёт в мае—июне, плодоносит с июля по сентябрь.

## Значение
Выращивается в качестве декоративного растения.